# Cerco de Iakutsk (1634)
O Cerco de Iakutsk em 1634 foi um conflito entre os cosacos russos e os iacutos, ocorrido durante a expansão russa na Sibéria. O confronto resultou em uma vitória dos cosacos, consolidando o controle russo sobre a região de Iakutsk.

## Antecedentes
No início do século XVII, os cosacos, liderados por Ivan Galkin, estabeleceram o Forte de Iakutsk em 1632, visando expandir o domínio russo e coletar Yasak das populações locais. A pressão exercida pelos russos gerou resistência entre os iacutos, culminando em um levante em 1634.

## O cerco
Em 1634, os iacutos, insatisfeitos com a presença russa, cercaram o forte de Iakutsk. Os cosacos, em menor número, resistiram ao cerco graças à sua superioridade em armas de fogo e à organização defensiva. Após várias tentativas de assalto, os iacutos foram repelidos e forçados a recuar.

## Consequências
A derrota dos iacutos fortaleceu a posição russa na região. Iakutsk tornou-se um importante centro administrativo e militar, facilitando a further expansão russa para o leste. Os iacutos, por sua vez, foram gradualmente subjugados e incorporados ao Império Russo.